# Lac Imandra
Le lac Imandra (en russe : Имандра) est un lac du sud-ouest de la péninsule de Kola, dans l'oblast de Mourmansk, en Russie. Il est à 127 m au-dessus du niveau de la mer. Sa superficie est de 876 km2 et sa profondeur maximale 67 m. Les contours du lac décrivent une forme très compliquée. Le lac Imandra comporte un grand nombre d'îles dont la plus vaste, l'île Erm, mesure 26 km2. Le lac comprend trois parties principales reliées par d'étroits chenaux :
- le Grand Imandra (Большая Имандра) ou Khibinskaïa Imandra, au nord (superficie : 328 km2, longueur : environ 55 km, largeur : 3 à 5 km) ;
- Ekostrovskaïa Imandra, au centre (superficie : 351 km2) ;
- Babinskaïa Imandra, à l'ouest (superficie : 133 km2).

Il est alimenté par la Belaïa qui prend sa source au lac Bolchoï Voudyavr au pied des Khibiny.
Les eaux du lac se déversent dans le golfe de Kandalakcha et la mer Blanche par la Niva, un fleuve côtier long de 36 km. Le lac Imandra est réputé pour la transparence de ses eaux et l'abondance du poisson.
La ville de Montchegorsk, située sur l'anse de Montche-Gouba, au nord-ouest du lac, est une ville industrielle (métaux non ferreux) et une station de sports d'hiver. En été, de nombreux résidents pratiquent la navigation de plaisance sur le lac, alors qu'en hiver le lac gelé attire les amateurs de randonnées à ski. Apatity est située près de la rive orientale du lac et Poliarnye Zori se trouve sur la Niva, à quelques kilomètres en aval du lac.